# Gales en la Copa Mundial de Rugby de 2015
Los Dragones rojos fueron una de las 20 naciones participantes de la Copa Mundial de Rugby de 2015 que se realizó por segunda vez en Inglaterra.
Gales integró el grupo de la muerte y por ello no se esperaba que avanzara a la fase final, no obstante había ganado la mitad de los últimos cuatro Torneo de las Seis Naciones e incluso obtenido el Grand Slam.

## Plantel
El técnico kiwi Gatland (52 años).

Alineaciones del partido clave ante Inglaterra.

Las edades son a la fecha del último partido de Gales (17 de octubre de 2015).
|                            | Jugador        | Edad    | Posición      | Tests | Equipo             |
| -------------------------- | -------------- | ------- | ------------- | ----- | ------------------ |
| Hookers y Pilares          |                |         |               |       |                    |
| 1                          | Gethin Jenkins | 34 años | Pilar         | 116   | Cardiff Rugby      |
| Segundas líneas            |                |         |               |       |                    |
| 5                          | Alun Wyn Jones | 30 años | Segunda línea | 90    | Ospreys            |
| Alas y Octavos             |                |         |               |       |                    |
| 7                          | Sam Warburton  | 27 años | Ala           | 55    | Cardiff Rugby      |
| Medios scrums              |                |         |               |       |                    |
| 9                          | Gareth Davies  | 25 años | Medio scrum   | 4     | Scarlets           |
| Aperturas y Centros        |                |         |               |       |                    |
| 10                         | Dan Biggar     | 26 años | Apertura      | 35    | Ospreys            |
| Fullbacks y Wings          |                |         |               |       |                    |
| 14                         | George North   | 23 años | Wing          | 51    | Northampton Saints |
| 15                         | Liam Williams  | 24 años | Fullback      | 23    | Scarlets           |
| Entrenador: Gareth Jenkins |                |         |               |       |                    |

## Participación
Gales integró el grupo A junto a la anfitriona Rosa, la semiprofesional Uruguay, los Wallabies y la dura Fiyi.
Por el duelo clave ante Inglaterra, el técnico escocés Stuart Lancaster diagramó: el destacado Dan Cole, Courtney Lawes, el capitán Chris Robshaw, Ben Youngs, la estrella Owen Farrell y Mike Brown. Los ingleses dominaron casi toda la prueba, pero cometió muchos penales que Biggar anotó y a diez minutos del final Gales tuvo la suficiente confianza para anotar un try, finalmente un penal les dio el triunfo.
El rival más fuerte, Australia, era dirigida por Michael Cheika y formó: el capitán Stephen Moore, Dean Mumm, la estrella David Pocock, Will Genia, el veterano Matt Giteau e Israel Folau. Pese a un gran nivel y merecimiento británico, los Wallabies fueron inquebrantables en defensa y ganaron.

### Fase final
Los cuartos lo midieron contra los candidatos Springboks, del entrenador Heyneke Meyer y alinearon: Bismarck du Plessis, el polémico Eben Etzebeth, Schalk Burger, el capitán Fourie du Preez, Handré Pollard y la leyenda Bryan Habana.
Sudáfrica impuso su duro juego físico y los Dragones rojos lo contuvieron heroicamente, pero hacia el final los backs africanos llegaron al in-goal y Biggar salió lesionado. Gales cayó por tan sólo cuatro puntos y fue eliminada.